# Kodeks Arundel

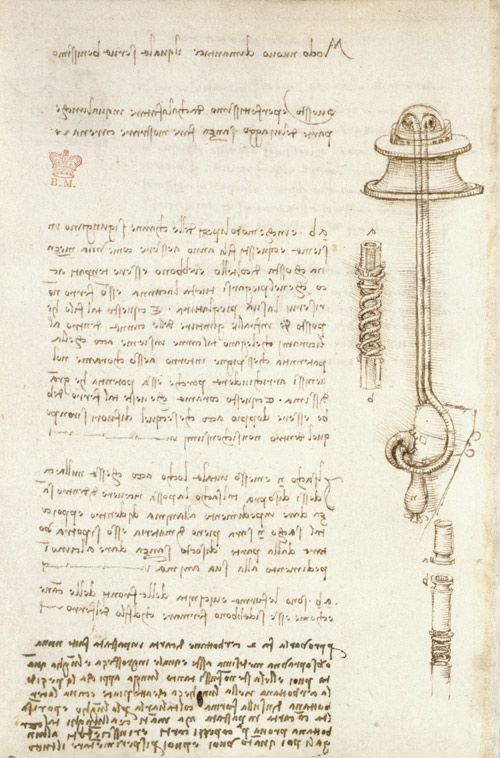
Przykładowa karta z Kodeksu Arundel

Kodeks Arundel - zbiór notatek Leonarda da Vinci. Według różnych źródeł notatki wchodzące w skład Kodeksu pochodzą z lat 1480–1518, ok. 1490–1518 lub ok. 1492–1518. Wolumin składa się z 283 kart pierwotnie pochodzących z różnych notatników Leonarda. Zbiór zawiera projekty maszyn oraz instrumentów muzycznych (m.in. jedenastu projektów bębnów), także zapiski poświęcone architekturze oraz geometrii. Zostały one skompilowane w XVII wieku przez nieznanego kolekcjonera. Zbiór znajduje się obecnie w Bibliotece Brytyjskiej.